# Jaque Mate (film)
Pour plus de détails, voir Fiche technique et Distribution.
Jaque Mate est un film dominicain réalisé par José María Cabral, sorti en 2012.

## Synopsis
La femme et les enfants d'un présentateur de jeu télévisé sont retenus en otage et celui-ci est contraint de révéler les secrets de son émission.

## Fiche technique
- Titre : Jaque Mate
- Réalisation : José María Cabral
- Scénario : José María Cabral et César León
- Musique : Sergio Marte
- Photographie : Hernan Herrera
- Montage : José María Cabral, Hernan Herrera et Harold Loscher
- Production : Kendy Yanoreth
- Pays :  République dominicaine
- Genre : Drame et thriller
- Durée : 81 minutes
- Dates de sortie : 
  -  République dominicaine : 12 avril 2012

## Distribution
- Adrián Mas : David Hernandez
- Frank Perozo : Andres G.
- Ico Abreu : le souffleur
- Marcos Bonetti : Daniel

## Distinctions
Le film a été retenu pour représenter la République Dominicaine pour l'Oscar du meilleur film en langue étrangère en 2013 mais n'a pas été nommé.